# Еверет Шинн
Еверет Шинн(англ. Everett Shinn; нар. 6 листопада 1876 — пом. 1 травня 1953) — художник із Сполучених Штатів Америки, представник реалізму.

## Життєпис
Народився в місті Вудстаун, Нью-Джерсі. Походив з родини американських фермерів. Мати — Жозефіна Ранслі Шинн, батько — Ісайя Конклін Шинн. Еверет Шинн був другим сином в родині. Художні здібності виявив ще в дитинстві. У віці п'ятнадцять років батьки влаштували сина в Весняну школу інституту в місті Філадельфія, де він опановував малюнок і композицію. В шістнадцять ровів він вже брав уроки в Пенсільванській академії образотворчих мистецтв. Згодом почав працювати штатним художником-заробітчанином в місцевій газеті «Філадельфія Пресс». Вже тоді відрізнявся швидкістю в створенні потрібних малюнків.
1897 року відбув у місто Нью-Йорк, де скоро став відомим як художник реалістичного напрямку побутового жанру. Через рік узяв перший з власних чотирьох шлюбів. Дружиною була Флоренція Сковел, теж художниця.
Входив в спілку мериканстких художників, відому як «Вісімка». Згодом за стилістикою і темами був віднесений критиками до школи «Кошик для сміття», що допомогло взяти участь у низці художніх виставок. З усім тим Еверет Шинн не брав участі у відомій виставці 1913 року (Armory Show). Було відомо, що не спокусився на стилістику модернізму чи кубізму і кепсько ставився до скандальних експериментів в живопису Пабло Пікассо та Анрі Матісса.
Робив пейзажі міста, побутові сцени, іноді портрети. Відомий як прихильник концертів, ревю, балету і дешевих театральних вистав, котрі були темами його мистецтва. Працював художником-декоратором за приватними замовами в історичних стилістиках. Виборов як художник непоганий матеріальний успіх.
Створив стінописи в театрі Беласко (вісімнадцять фресок, збережені донині) та в одному з барів.
Наприкінці життя хворів на рак легенів. Від ускладнень хвороби помер у Нью-Йорку 1953 року.

## Образ у літературі
Світське життя, котре намагався вести художник, чотири офіційні люби, коханки, витрати значних грошових сум і негаразди в роки Великої депресії — лише неповний перелік подій життя Еверета Шинна. Він постійно приваблював увагу журналістів і газет. Є відомості, що його бурхливе життя стало прототипом подій книги Теодора Драйзера 1915 року «Геній», хоча обдарування Еверета Шинна було помітно меншим (деякий час Еверет Шинн і Драйзер працювали в одному виданні).

## Місце в історії живопису США
Еверет Шинн — особа перехідних років і працював в період пришвидшення історичного процесу в Сполучених Штатах з усіма його негараздами — гарячкуватою бізнесовою метушнею, вуличними насиллям, дегуманізацією оточення, урбанізмом, котрий прийняв особливо потворні форми саме в Нью-Йорку. Він сам вважав початком власної творчості працю художником-наймитом ще в виданні «Філадельфія Пресс». Еверет негативно ставився до розповсюдження фотографії й процесів швидкого витіснення фотографіями численних малюнків в газетах, як то десятиліттями було в Британії та в Сполучених Штатах. Адже створення малюнків для газет могутньо підтримувало в країні ремесло художників. Увага Шинна до відтворення рухів персонажів і важливих деталей була притаманна як його малюнкам для газети, так і пастелям і картинам олійними фарбами. 1899 року Еверет Шинн покинув газету і влаштувався на роботу в журнал «Ainslee», залучивши до праці й власну першу дружину, художницю Флоренцію Шинн, відому як добрий ілюстратор. Як журнальний художник Еверет Шинн працював більш ніж 20 років, створивши малюнки для нью-йоркських журналів «Harper's», «Vanity Fair», «Life», Look, «Judge».
Ще 1897 року Еверету Шинну запропонували перейти на працю до Джозефа Пулітцера (1847—1911) художником-ілюстратором в «New York World» при збільшенні зарплатні. Він перейшов і сприяв влаштуванню в друкарню і дружини. Вся шкала подій міського життя, не оминаючи драм і сенсацій, знайшла відображення в малюнках Шинна — пожежі, вуличне насилля, мітинги і протестні виступи, нещасні випадки тощо. Спроби зафіксувати це привчили його працювати швидко і використовувати пастель, що не потребувала значних підготувань. Еверет Шинн був практично єдиним з митців школи «Кошик для сміття», у творчому доробку якого була така значна частина пастельних творів. У Франції подібним зацікавленням відрізнявся Едгар Дега.
Особлива галузь творчості Еверета Шинна — стінописи й фрески. Еверет Шинн познайомився із низкою театральних діячів Нью-Йорку, серед яких були акторка Юлія Марло, драматург Клайд Фітч, продюсер Девід Беласко, дизайнер інтер'єрів Елсі де Вульф та архітектор Стенфорд Вайт. Знайомство з двома останніми сприяло залученню Шинна до декоративного живопису в спорудах Стенфорда Вайта та в інтер'єрах Елсі де Вульф. Фінансово забезпечені замовники, консервативні за смаками, надавали перевагу грайливому і легковажному рококо. Еверет Шинн швидко опанував стилістику легковажного неорококо, що нагадувало твори Франсуа Буше чи навіть Ватто. Це було досить несподівано для творчості митця, в картинах якого присутні викинуті на вулицю боржники, актори дешевих ревю, дрібний криміналітет, пригнічені мешканці заможних околиць та порожнеча їх побуту.

## Вибрані твори
- «На 21-й вулиці взимку. Нью-Йорк», пастель, кінець 19 ст.
- «Вулична бійка», 1899
- «Виселення боржника на вулицю», 1904
- «Грін парк, Лондон», 1908
- «Ревю. Концерт.», 1908
- «Танцівниця, клоун і силач», 1909
- «Ванна», 1910
- «Ню», 1910
- «Репетиція балету», 1910
- «Площа Вашингтон», 1910
- «П'ята авеню в Нью-Йорку», 1910

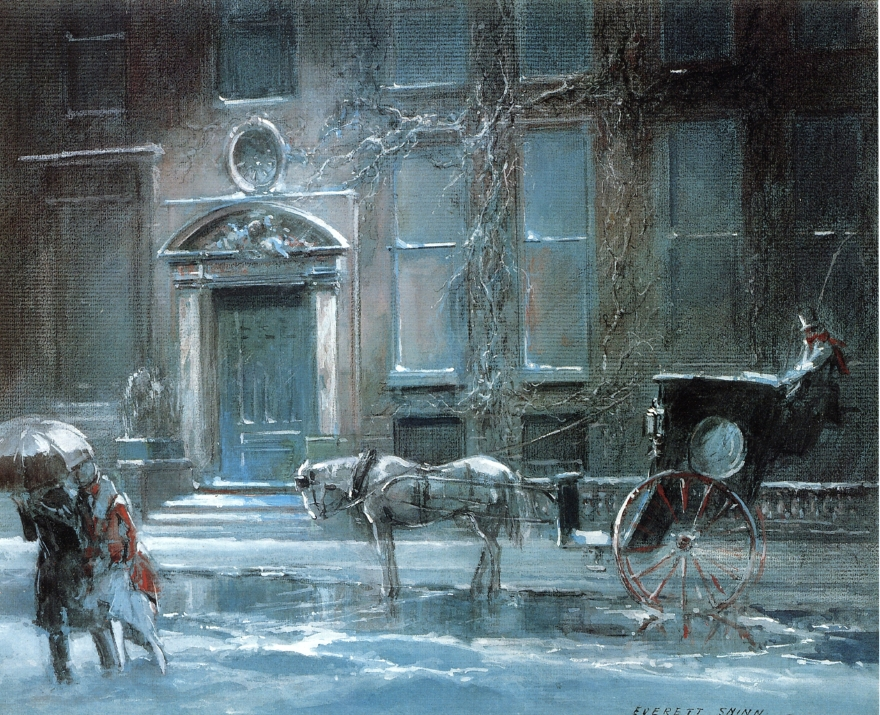
«Кемфілд. Будинок азартних ігор» 1912 рік
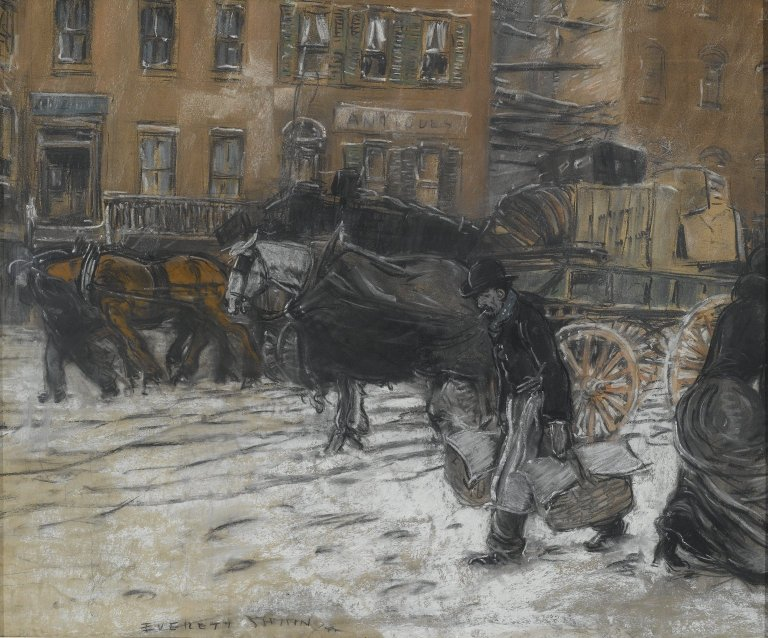
«На 21-й вулиці взимку. Нью-Йорк», пастель, кінець 19 ст.
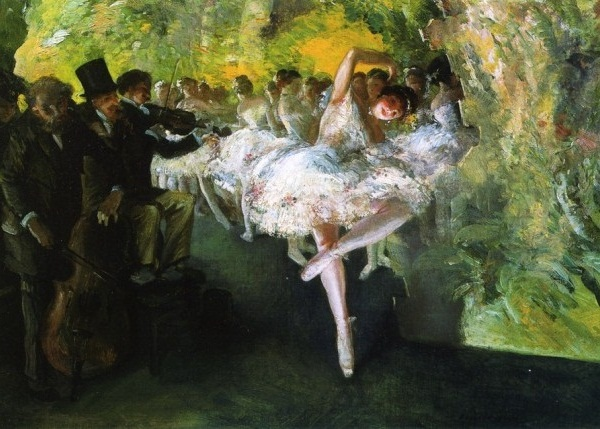
Еверет Шинн. «Репетиція балета», 1910 рік.
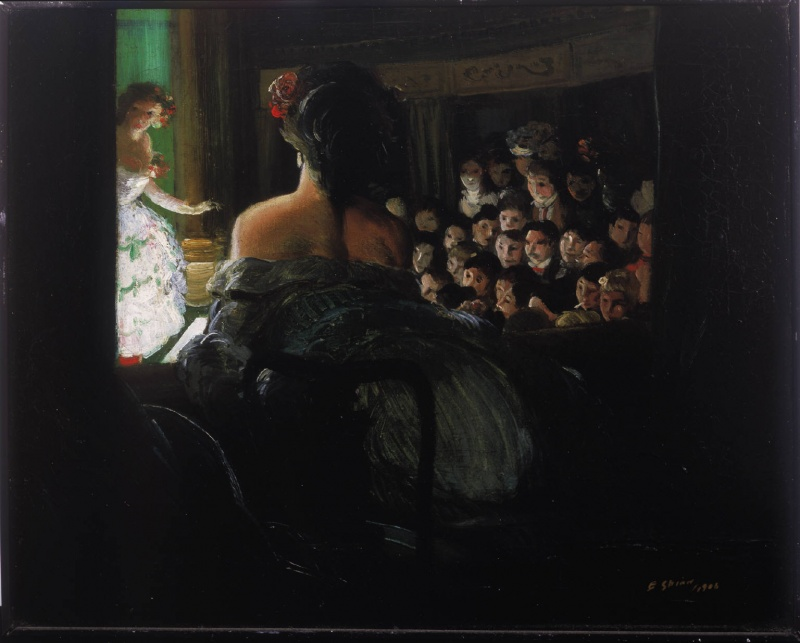
«Театральна ложа», 1906
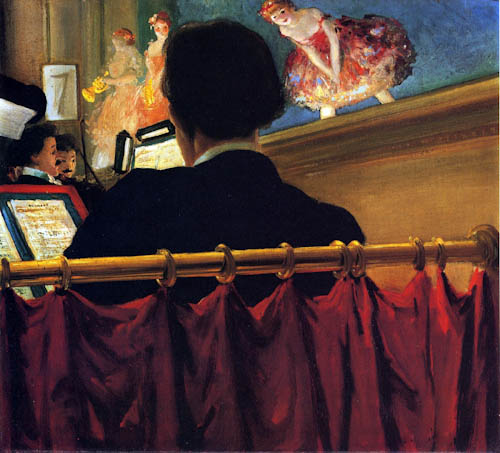
«Оркестр», 1906
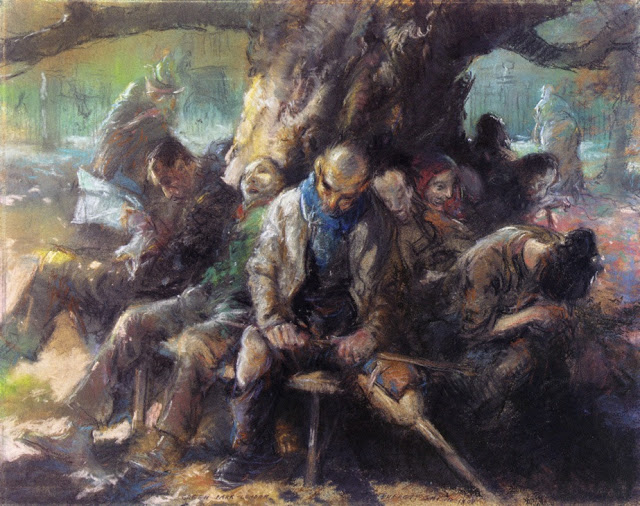
«Грін парк, Лондон», 1908
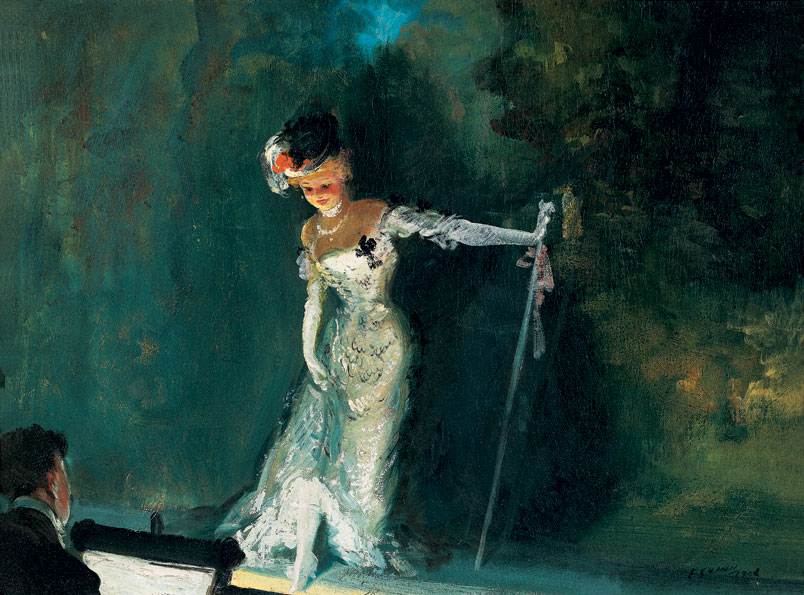
«Ревю. Концерт.», 1908
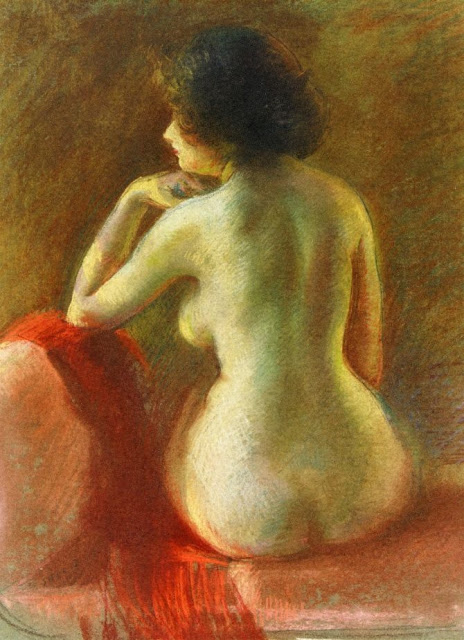
«Ню», 1910
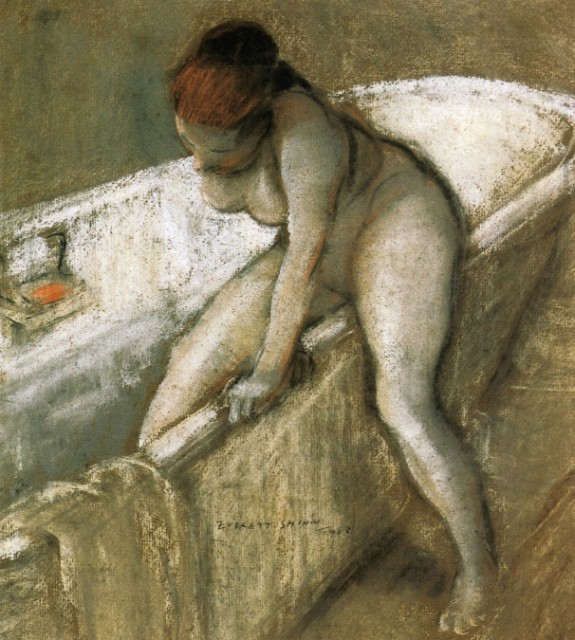
«Ванна», 1910
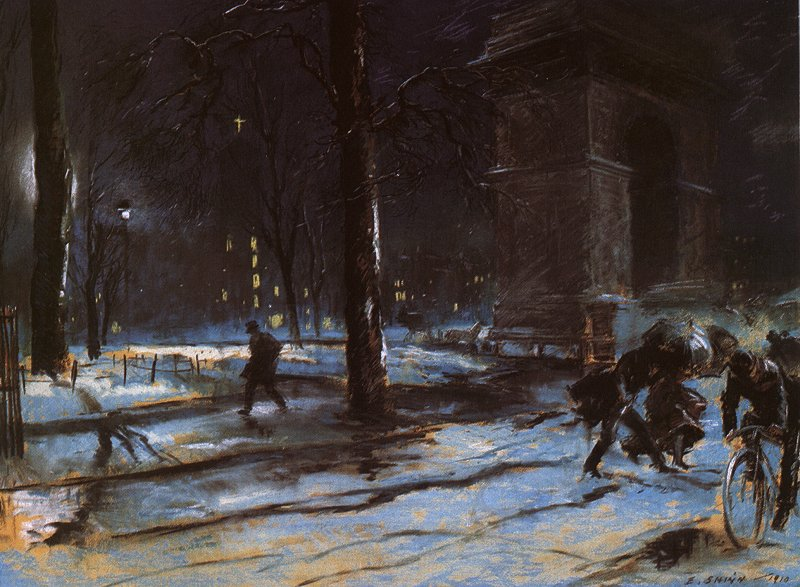
«Площа Вашингтон», 1910
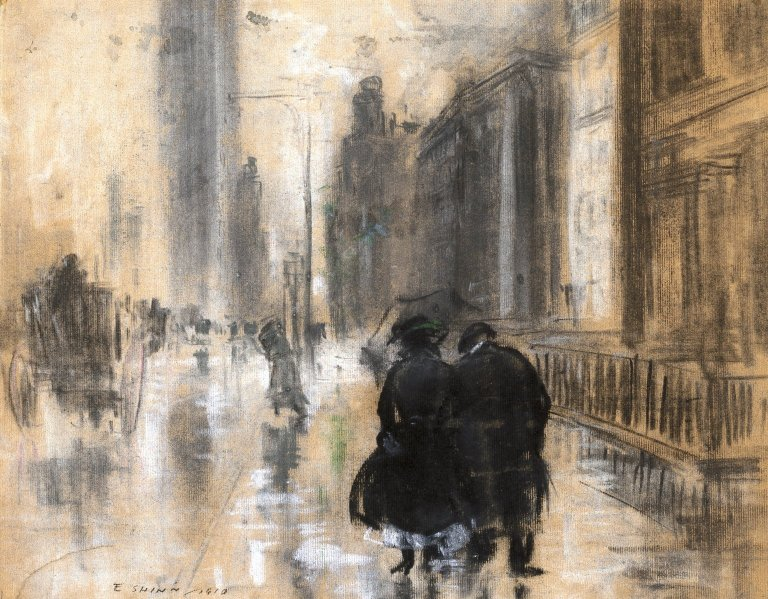
«П'ята авеню в Нью-Йорку», 1910, Бруклінський музей